# 天主教善導小學

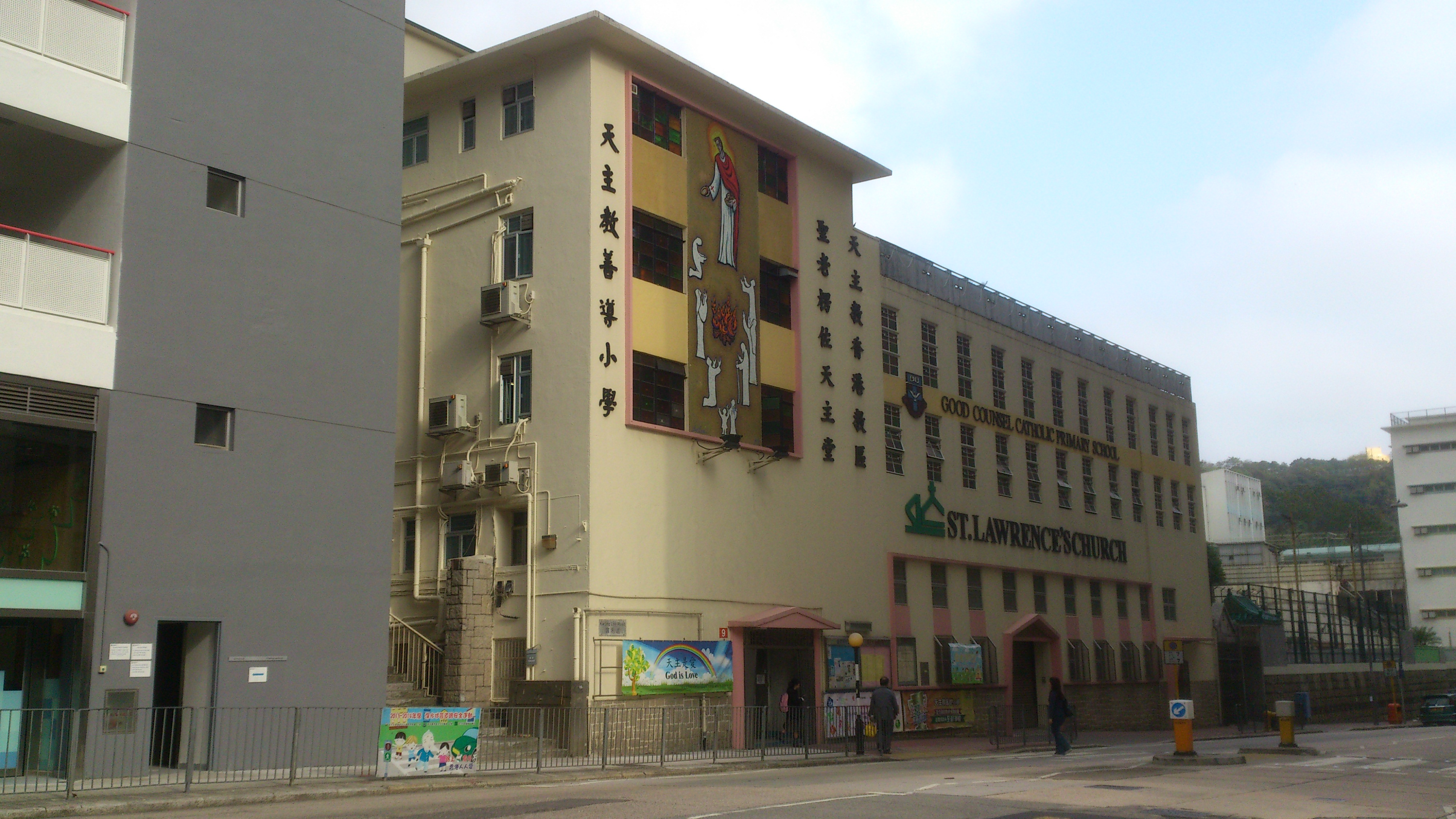
翻油前的校舍（2015年1月）

天主教善導小學（英語：Good Counsel Catholic Primary School），又名「善導學校」，是一所政府津貼全日制小學，位於九龍深水埗區廣利道9號。校內設有聖老楞佐堂。
該學校下午校於2002年遷往興華街西碧海藍天旁的一座千禧校舍，並易名荔枝角天主教小學。創校首年，校方邀來從德國來港的宗座聖嬰會主席克保俾神父主持校舍揭幕禮，並由白英奇主教主持祝聖儀式。

## 校政管理
歷任校監
- 馬迪理 神父[4]
- 劉富根 神父[5]
- 陳傑楹 女士

歷任校長
- 1960年至？：魏淑芳 女士[4]
- 魏瑪利 修女
- 康志華 先生（上午校）[5]
- 黃敏冰 女士（下午校）[6]
- 劉淑英 女士
- 方富祥 先生
- 吳麗容 女士

歷任副校長
- 鄧淑芬 女士
- 許凱璇 女士
- 梁淑貞 女士

## 著名/傑出校友
- 蔡瀚億：香港男藝人[註 1]
- 李芷晴：香港女藝人（2005年小六）[7]
- 李建文：天主教慈幼會伍少梅中學校長
- 鄧家宙：香港歷史學者
- 張明偉：香港男藝人[8]（2001年小六）
- 黃家強：香港男歌手及詞曲作家、搖滾樂隊Beyond成員[註 2]
- 劉進圖：世華網絡營運總裁、前《明報》總編輯[9]（1976年小六）
- 浦炳榮：前香港市政局議員、1983年度世界十大傑出青年（1962年小六）[10]